# ريتشارد غافين ريد
ريتشارد جافين (بالإنجليزية: Richard Gavin Reid)‏ «ديك» ريد (17 يناير 1879 - 17 أكتوبر 1980) سياسي كندي، شغل منصب رئيس وزراء ألبرتا السادس من 1934 إلى 1935. كان آخر عضو يشغل هذا المنصب في اتحاد المزارعين في ألبرتا، وجعلته هزيمته على يد رابطة الائتمان الاجتماعي المبتدئة في انتخابات 1935، رئيس الوزراء الأقصر خدمة حتى الآن في تاريخ ألبرتا. ولد ريد بالقرب من غلاسكو، وعمل في عدد من الوظائف عندما كان شابًا بالغًا بما في ذلك تاجر جملة، ومسعف في الجيش (خلال حرب البوير الثانية)، مزارعًا، حطابًا، وطبيب أسنان. وهاجر إلى كندا في عام 1903. شارك في السياسة المحلية وانضم إلى «الفلاحين المتحدين في ألبرتا» الذين شُكلوا مؤخرًا، ما ساعده في الترشح في انتخابات مجالس المقاطعات لعام 1921 ليكون مرشحًا لها في فيرميليون. وفاز اتحاد «المزارعون المتحدون في ألبرتا» بالانتخابات، وخدم «ريد» في عدة مناصب في مجلس الوزراء تحت رئاسة رئيس الوزراء «هربرت جرينفيلد» و«جون إدوارد براونلي»، إذ اكتسب بشغله هذه المناصب شهرةً في الكفاءة والمحافظة المالية. عندما أجبرت فضيحة جنسية براون على تركه منصبه في عام 1934، كان ريد اختيارًا جماعيًا لخلافة رئيس الوزراء. عندما تولى ريد منصبه، كانت ألبرتا تعاني من الكساد العظيم. اتخذ ريد إجراءات لتخفيف معاناة أهالي ألبرتا، لكنه اعتقد أن تحفيز الانتعاش الاقتصادي بالكامل يتجاوز قدرة حكومة المقاطعة. في هذه البيئة، انجذب ناخبو ألبرتا إلى النظريات الاقتصادية للواعظ الإنجيلي ويليام أبرهارت، الذي دافع عن الائتمان الاجتماعي. وعلى الرغم من ادعاءات ريد بأن مقترحات أبراهارت كانت غير قابلة للتطبيق من الناحية الاقتصادية والدستورية، فقد هزم الائتمان الاجتماعي المزارعين المتحدين في ألبرتا في انتخابات 1935؛ لم يحتفظ حزب ريد بمقعد واحد. عاش ريد خمسة وأربعين عامًا من هزيمته، لكنه قضى هذه السنوات في غموض، ولم يعد إلى الحياة السياسية.

## النشأة
ولد ريد في 17 يناير 1879 بالقرب من غلاسكو، اسكتلندا، لجورج (1843-1913) ومارغريت (أوغستون) ريد (1850- 1928). التحق بمدرسة في غلاسكو وعمل لعدة سنوات في مجال تجارة الجملة قبل التسجيل ليصبح أحد أعضاء الفيلق الطبي بالجيش الملكي البريطاني. خدم من عام 1900 إلى عام 1902 في جنوب إفريقيا، أثناء حرب البوير الثانية في منصب رقيب الحربة،  قائمًا بواجبه في المستشفى قبل العودة إلى اسكتلندا. هناك، بدأ في التخطيط لمستقبله، مع الأخذ في الاعتبار إمكانية عودته إلى جنوب أفريقيا للعيش قبل اتخاذ قرار بشأن السفر إلى كندا. وصل عام 1903، إلى كيلارني، مانيتوبا، حيث عمل مزارعًا أثناء الحصاد. عند دخول فصل الشتاء، وجد ريد عملاً آخر وأصبح حطابًا في فورت ويليام، أونتاريو. وأقام بمجرد وصوله منزلاً في شرق وسط ألبرتا، ثم بدأ ممارسة طب الأسنان، مستفيدًا من خبرته في الجيش. تزوج في 9 سبتمبر 1919،  من ماريون ستيوارت. أنجبا سوية ثلاثة أبناء وبنتين.

## وظيفته السياسية المبكرة

### الدخول إلى عالم السياسة
بدأت حياة ريد السياسية بأربع سنوات في المجلس البلدي في بوفالو كولي. قضى منها سنتين في منصب العمدة. كان له دور فعال في تأسيس مستشفى في منطقة فيرميليون المحلية، المنطقة التي خدمها لسنوات عديدة. كان نشطًا على المستوى الفدرالي في اتحاد المزارعين في جمعية ألبرتا باتل ريفر السياسية، والتي أصبح لاحقًا رئيسًا لها. رُشح ريد ليكون المرشح الموحد للمزارعين في ألبرتا في فيرميليون، خلال انتخابات مجالس المحافظات لعام 1921 -وهي الانتخابات الأولى التي ترشح فيها أعضاء المزارعين في ألبرتا- هيمن الليبراليون الذين حكموا ألبرتا منذ إنشائها عام 1905 على الجمعية التشريعية لألبرتا. وكانت المفاجأة العظيمة لريد هي انتخابه لعضوية المجلس التشريعي، وهزمه لخصمه الليبرالي إلى جانب 37 من زملائه أعضاء «المزارعين المتحدين في ألبرتا»، وهو ما يكفي لتشكيل حكومة الأغلبية. ترأس ريد الاجتماع الأول للمزارعين الجدد في مجموعة ألبرتا، إذ اختار هربرت غرينفيلد رئيسًا للوزراء. أعيد انتخاب ريد في انتخابات 1926 و 1930.

### وظيفته في مجلس الوزراء
شغل ريد مناصب وزارية رفيعة المستوى في حكومة غرينفيلد وحكومة خليفته جون إدوارد براونلي. عينه غرينفيلد وزيرًا للصحة ووزير الشؤون البلدية في عام 1921. استفاد من تجربته السابقة مع مجلس  فيرميليون في إنشاء مجالس صحية بلدية جديدة. واقترح برنامجًا لتحسين النسل من خلال تعقيم المعاقين عقليًا، والذي أدى في عام 1928 إلى قانون التعقيم الجنسي في ألبرتا. مدافعًا عن الاقتصاد على مستوى الحكومة، سرح ريد جميع ممرضات التفتيش على المدارس بالإضافة إلى العديد من ممرضات الصحة العامة. كان الميل نحو التوفير واضحًا أيضًا في أدائه عند توليه منصب وزير للشؤون البلدية، إذ قاوم 1926 دعوة من عدة بلديات لنقل نسبة أكبر من مسؤولية رعاية المهاجرين إلى المقاطعة. اختلف معهم في عام 1929 مرة أخرى، وذلك عند إصراره على أنهم مسؤولون عن 10% من معاشات الشيخوخة المدفوعة لسكان منطقتهم.
نقل غرينفيلد ريد في عام 1923 من مناصبه وجعله أمينًا للصندوق الإقليمي للعمل على إدامة سياسته المالية المحافظة للحكومة. في وقت مبكر من فترة ولايته، قدم ريد موجزًا إلى مجلس الوزراء يوصي فيه الوزراء بتخفيض ميزانياتهم وإنشاء الحكومة إدارة مشتريات مكلفة بتنسيق مصاريف الإمدادات والمخزون. وجد في هذه المقترحات، أن براونلي -المدعي العام في جرينفيلد- حليف وثيق له. وعندما أصبح براونلي رئيسا للوزراء في جرينفيلد عام 1925، احتفظ ريد بوزارة الخزانة الإقليمية وأُعيد تعيينه وزيراً للشؤون البلدية. كان لدى براونلي وريد تاريخ في العمل عن كثب، ليس في القضايا المالية فقط، بل وفي القضايا الزراعية؛ ففي يوليو 1923 سافرا معًا للتحقيق في إنشاء تجمع للقمح في ألبرتا. وشملت هذه الرحلة لقاء مع الرائد التعاوني آرون سابيرو في سان فرانسيسكو وزيارة لسوق السلع في شيكاغو. خلص كل من ريد وبراون إلى ضرورة المضي بالمشروع قدماً لكن بحذر، إذا كان من الضروري المضي به من الأساس. نُقضت هذه الفكرة، عندما أدت زيارة لاحقة قام بها سابيرو إلى ألبرتا إلى توليد حماس كبير، ثم لم يكن لدى الحكومة خيار سوى الموافقة على مشروع إنشاء تجمع ألبرتا للقمح.  مع تولي براونلي منصب رئيس الوزراء وريد منصب أمين الصندوق الإقليمي، توقف العجز الحكومي لبضع سنوات فقد أظهرت الميزانية فائضًا في كل عام من عام 1925 حتى عام 1930، باستثناء عام 1927. تنبأ ريد في عام 1929 بتوسع ألبرتا الاقتصادي في المستقبل القريب. بدلاً من ذلك، سرعان ما واجهت ألبرتا «الكساد العظيم». فخفض ريد بشكل كبير معدل الإنفاق في المقاطعات ورفع قيمة الضرائب جزئياً من خلال إنشاء ضريبة دخل جديدة. وقد تقبل على مضض، عدم إمكانية هذه التدابير في منع عجز ميزانية ألبرتا من جديد. قلت رغبته في تجاوز الإيرادات، بسبب تركيزه على الرغبة الكينزية لتحفيز الاقتصاد، أكثر من اعتقاده بأنه لم يكن هناك المزيد من المصاريف لخفضها أو فرض المزيد من الضرائب التي يمكن رفع قيمتها بشكل معقول. بالمقابل، رفض دعوات من الليبراليين المعارضين لخفض الضرائب على أساس أنها تدبير تحفيزي.